# NGC 5284
NGC 5284 – grupa gwiazd znajdująca się w gwiazdozbiorze Centaura. Odkrył ją John Herschel 7 czerwca 1837 roku. Prawdopodobnie gwiazdy te nie stanowią gromady otwartej, lecz asteryzm, ewentualnie pozostałość po gromadzie otwartej.